# Чемпіонат світу з боротьби 2005
Чемпіонат світу з боротьби 2005 проходив від 26 вересня до 2 жовтня в місті Будапешт, Угорщина.

## Загальний медальний залік
| Місце | Країна         | Золото | Срібло | Бронза | Загалом |
| ----- | -------------- | ------ | ------ | ------ | ------- |
| 1     | Росія          | 5      | 1      | 3      | 9       |
| 2     | Японія         | 4      | 1      | 1      | 6       |
| 3     | Болгарія       | 2      | 2      | 1      | 5       |
| 3     | КНР            | 2      | 2      | 1      | 5       |
| 5     | Туреччина      | 2      | 0      | 2      | 4       |
| 6     | Куба           | 1      | 3      | 2      | 6       |
| 7     | Грузія         | 1      | 1      | 1      | 3       |
| 7     | Іран           | 1      | 1      | 1      | 3       |
| 9     | США            | 1      | 0      | 6      | 7       |
| 10    | Білорусь       | 1      | 0      | 2      | 3       |
| 11    | Узбекистан     | 1      | 0      | 0      | 1       |
| 12    | Угорщина       | 0      | 4      | 3      | 7       |
| 13    | Південна Корея | 0      | 2      | 0      | 2       |
| 14    | Україна        | 0      | 1      | 3      | 4       |
| 15    | Канада         | 0      | 1      | 2      | 3       |
| 16    | Данія          | 0      | 1      | 0      | 1       |
| 16    | Франція        | 0      | 1      | 0      | 1       |
| 18    | Німеччина      | 0      | 0      | 2      | 2       |
| 18    | Казахстан      | 0      | 0      | 2      | 2       |
| 18    | Монголія       | 0      | 0      | 2      | 2       |
| 18    | Північна Корея | 0      | 0      | 2      | 2       |
| 22    | Вірменія       | 0      | 0      | 1      | 1       |
| 22    | Чехія          | 0      | 0      | 1      | 1       |
| 22    | Фінляндія      | 0      | 0      | 1      | 1       |
| 22    | Киргизстан     | 0      | 0      | 1      | 1       |
| 22    | Норвегія       | 0      | 0      | 1      | 1       |
| 22    | Румунія        | 0      | 0      | 1      | 1       |
| Всего | Всего          | 21     | 21     | 42     | 84      |

### Рейтинг команд
| Rank | Вільна боротьба. Чоловіки | Вільна боротьба. Чоловіки | Греко-римська боротьба. Чоловіки | Греко-римська боротьба. Чоловіки | Вільна боротьба. Жінки | Вільна боротьба. Жінки |
| Rank | Команда                   | Очки                      | Команда                          | Очки                             | Команда                | Очки                   |
| ---- | ------------------------- | ------------------------- | -------------------------------- | -------------------------------- | ---------------------- | ---------------------- |
| 1    | Росія                     | 54                        | Угорщина                         | 41                               | Японія                 | 61                     |
| 2    | Куба                      | 39                        | Росія                            | 27                               | КНР                    | 52                     |
| 3    | Грузія                    | 33                        | Туреччина                        | 26                               | США                    | 42                     |
| 4    | Україна                   | 27                        | Куба                             | 25                               | Канада                 | 41                     |
| 5    | Болгарія                  | 26                        | Болгарія                         | 24                               | Росія                  | 30                     |
| 6    | Іран                      | 22                        | Південна Корея                   | 23                               | Україна                | 25                     |
| 7    | Угорщина                  | 20                        | Україна                          | 23                               | Монголія               | 17                     |
| 8    | США                       | 20                        | Білорусь                         | 20                               | Угорщина               | 14                     |
| 9    | Монголія                  | 18                        | Казахстан                        | 20                               | Німеччина              | 13                     |
| 10   | Казахстан                 | 16                        | Іран                             | 19                               | Білорусь               | 12                     |

## Медалісти

### Вільна боротьба. Чоловіки
| Категорія | Золото                      | Срібло                    | Бронза                          |
| 55 кг     | Дільшод Мансуров Узбекистан | Радослав Веліков Болгарія | Баяраагійн Наранбаатар Монголія |
| 55 кг     | Дільшод Мансуров Узбекистан | Радослав Веліков Болгарія | Чон Хьон Гук КНДР               |
| 60 кг     | Алан Дудаєв Росія           | Яндро Кінтана Куба        | Мартін Берберян Вірменія        |
| 60 кг     | Алан Дудаєв Росія           | Яндро Кінтана Куба        | Морад Могаммаді Іран            |
| 66 кг     | Махач Муртазалієв Росія     | Серафим Барзаков Болгарія | Геандрі Гарсон Куба             |
| 66 кг     | Махач Муртазалієв Росія     | Серафим Барзаков Болгарія | Отар Тушишвілі Грузія           |
| 74 кг     | Бувайсар Сайтієв Росія      | Ріттер Арпад Угорщина     | Ніколай Пасларь Болгарія        |
| 74 кг     | Бувайсар Сайтієв Росія      | Ріттер Арпад Угорщина     | Джо Вільямс США                 |
| 84 кг     | Реваз Міндорашвілі Грузія   | Йоель Ромеро Куба         | Магомед Куруглієв Казахстан     |
| 84 кг     | Реваз Міндорашвілі Грузія   | Йоель Ромеро Куба         | Тарас Данько Україна            |
| 96 кг     | Хаджимурат Гацалов Росія    | Ельдар Куртанідзе Грузія  | Василь Тесьминецький Україна    |
| 96 кг     | Хаджимурат Гацалов Росія    | Ельдар Куртанідзе Грузія  | Олексій Крупняков Киргизія      |
| 120 кг    | Айдин Полатчі Туреччина     | Алексіс Родрігес Куба     | Толлі Томпсон США               |
| 120 кг    | Айдин Полатчі Туреччина     | Алексіс Родрігес Куба     | Аубелі Отто Угорщина            |

### Греко-римська боротьба. Чоловіки
| Категорія | Золото                    | Срібло                       | Бронза                         |
| 55 кг     | Гамід Сурян Іран          | Пак Ин Чхол Республіка Корея | Майорош Іштван Угорщина        |
| 55 кг     | Гамід Сурян Іран          | Пак Ин Чхол Республіка Корея | Ермек Кукетов Казахстан        |
| 60 кг     | Армен Назарян Болгарія    | Алі Ашкані Іран              | Еусебіо Діакону Румунія        |
| 60 кг     | Армен Назарян Болгарія    | Алі Ашкані Іран              | Петр Швехла Чехія              |
| 66 кг     | Ніколай Гергов Болгарія   | Кім Мін Чул Республіка Корея | Пак Ин Чхол КНДР               |
| 66 кг     | Ніколай Гергов Болгарія   | Кім Мін Чул Республіка Корея | Алан Міліан Куба               |
| 74 кг     | Вартерес Самургашев Росія | Марк Мадсен Данія            | Марко Їлі-Ханнуксела Фінляндія |
| 74 кг     | Вартерес Самургашев Росія | Марк Мадсен Данія            | Костянтин Шнайдер Німеччина    |
| 84 кг     | Алім Селімов Білорусь     | Олексій Мішин Росія          | Бардоші Шандор Угорщина        |
| 84 кг     | Алім Селімов Білорусь     | Олексій Мішин Росія          | Назмі Авлуджа Туреччина        |
| 96 кг     | Хамза Єрлікая Туреччина   | Лайош Віраг Угорщина         | Василь Теплоухов Росія         |
| 96 кг     | Хамза Єрлікая Туреччина   | Лайош Віраг Угорщина         | Джастін Руїс США               |
| 120 кг    | Міхайн Лопес Куба         | Дік-Бардош Міхай Угорщина    | Сергій Артюхін Білорусь        |
| 120 кг    | Міхайн Лопес Куба         | Дік-Бардош Міхай Угорщина    | Єкта Їлмаз Гюль Туреччина      |

### Вільна боротьба. Жінки
| Категорія | Золото              | Срібло                   | Бронза                         |
| 48 кг     | Рен Сюечен Китай    | Ірина Мерлені Україна    | Керол Він Канада               |
| 48 кг     | Рен Сюечен Китай    | Ірина Мерлені Україна    | Макіко Сакамото Японія         |
| 51 кг     | Обара Хітомі Японія | Ванесса Бубріемм Франція | Цогтбазарин Енхжаргал Монголія |
| 51 кг     | Обара Хітомі Японія | Ванесса Бубріемм Франція | Вень Цзюлін Китай              |
| 55 кг     | Йосіда Саорі Японія | Су Ліхуї Китай           | Наталія Гольц Росія            |
| 55 кг     | Йосіда Саорі Японія | Су Ліхуї Китай           | Тоня Вербік Канада             |
| 59 кг     | Сьода Аяко Японія   | Маріанна Састін Угорщина | Лене Онес Норвегія             |
| 59 кг     | Сьода Аяко Японія   | Маріанна Састін Угорщина | Селлі Робертс США              |
| 63 кг     | Ітьо Каорі Японія   | Цзін Жуйсюе Китай        | Сара Макманн США               |
| 63 кг     | Ітьо Каорі Японія   | Цзін Жуйсюе Китай        | Ольга Хілько Білорусь          |
| 67 кг     | Мен Лілі Китай      | Мартіна Дюгреньє Канада  | Олена Перепьолкіна Росія       |
| 67 кг     | Мен Лілі Китай      | Мартіна Дюгреньє Канада  | Катрін Даунінг США             |
| 72 кг     | Айріс Сміт США      | Хамаґуті Кьоко Японія    | Аніта Шетцле Німеччина         |
| 72 кг     | Айріс Сміт США      | Хамаґуті Кьоко Японія    | Світлана Саєнко Україна        |